# Stigmatopora harastii
Stigmatopora harastii is een straalvinnige vissensoort uit de familie van zeenaalden en zeepaardjes (Syngnathidae). De wetenschappelijke naam van de soort werd voor het eerst geldig gepubliceerd in 2020 door Short & Trevor-Jones.